# Stazione di Ausserberg
La stazione di Ausserberg è una stazione ferroviaria posta sulla linea del Lötschberg. Serve l'omonimo centro abitato.

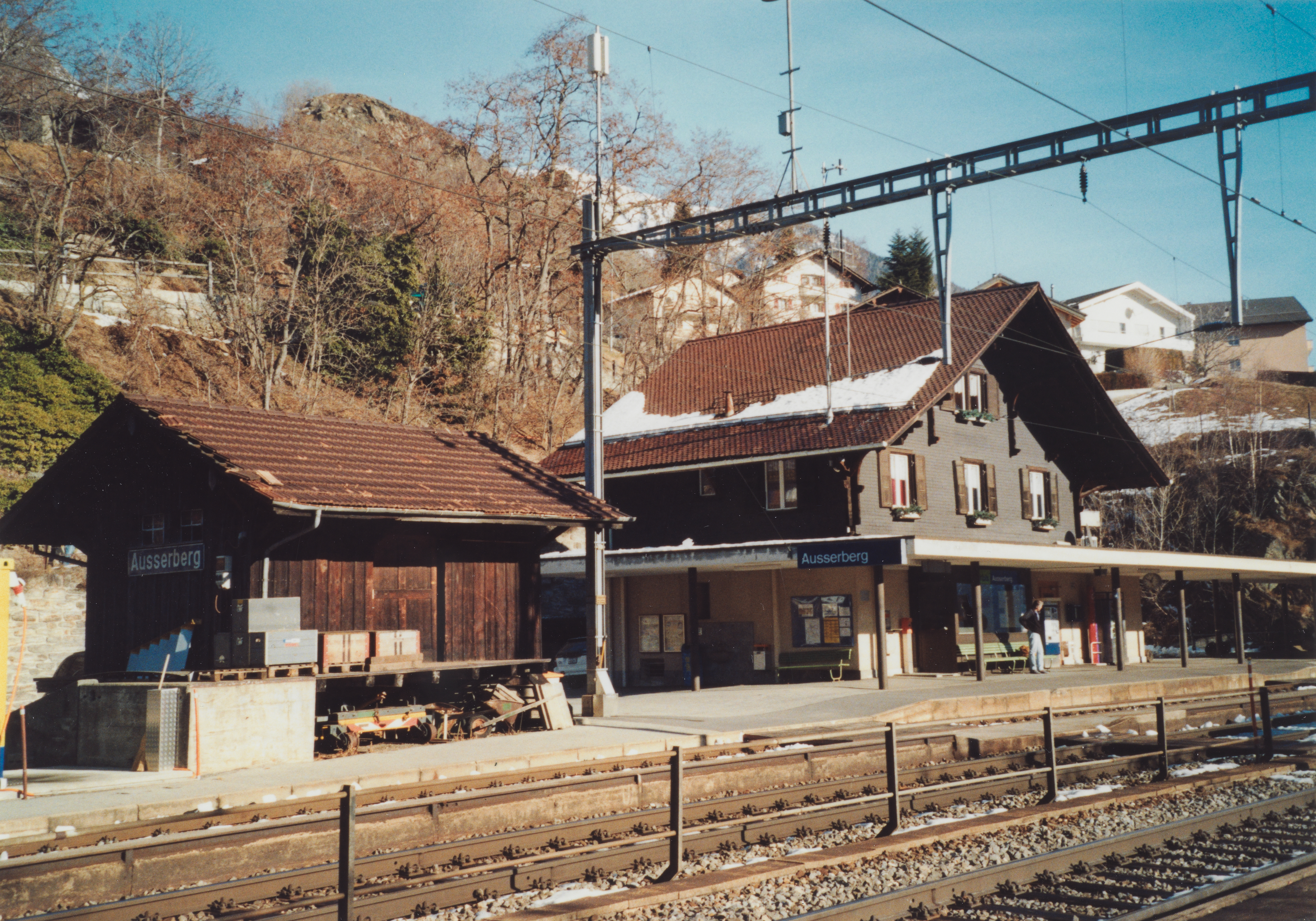
Nel 2008